# Ruski balet
Ruski balet jedan je od oblika baleta, koji vodi porijeklo iz Rusije. Dostigao je pravi procvat, što ga čini jednim od karakteristika Rusije i ruske umjetnosti.

## Povijest
Prva ruska škola baleta otvorena je davne 1732. godine u Zimskoj palači u Petrogradu. Francuski baletni majstor, Jean-Baptiste Landé, osnivač je prve ruske baletske kompanije –“Imperial Theatre School”, namijenjene ruskim mladim plesačima. Škola je zatvorena poslije Revolucije, kao jedan od simbola Carske Rusije, ali je kasnije ponovo obnovljena i danas je poznata pod slavnim imenom “Marijinski balet” Iz ove škole nastali su neki od najvećih baletana kasnog 18. i 19. stoljeća. Prvi baletski nastup u Rusiji, prema I.E. Zabelinu, održan je na maslenicu, 17. veljače 1672. godine na dvoru cara Alekseja I. u Preobraženskoje.

## Titule
Titula "prima balerina apsoluta" rijetko se dodjeljivala kroz povijest. Iako je nije dobila prva, najpoznatija je balerina Boljšoj teatra, Maja Pliseckaja, jedna od najboljih balerina svijeta 20. stoljeća.

## Baletne grupe
Druga po redu najveća baletna grupa u Rusiji je "Boljšoj Balet" koja vodi porijeklo od osnivanja baletske škole za Moskovsko sirotište 1773. godine. Godine 1776., baletani su angažirali Petar Urusov i Michael Maddox, da započnu svoju baletnu grupu. Grupa je u početku nastupala na privatnim posjedima, a kasnije je postala dio "Petrovskoga teatra", koji je poslije požara i rekonstrukcije obnovljen kao "Boljšoj teatar". Iako je bio utjecajan, "Boljšoj Balet" se dugo natjecao u reputaciji s baletom "Marijinski". S dolaskom baletnog majstora Aleksandra Gorskog 1900. godine, grupa počinje razvijati svoj autentičan identitet, radeći produkcije brojnih novih ili obnovljenih baleta.